# Copa Simón Bolívar
|  | Per a altres significats, vegeu «Copa Simón Bolívar (Veneçuela)». |

La Copa Simón Bolívar és una competició futbolística boliviana. S'inicià el 1960 i fins al 1976 es disputava per decidir el campionat nacional. Després de 12 anys d'interrupció, des de 1989 és disputada pels equips de segona divisió i els campions ascendeixen a primera divisió.

## Historial
Font:

### Campionat nacional
- 1960: Jorge Wilstermann
- 1961: Deportivo Municipal
- 1962: no es disputà
- 1963: Aurora
- 1964: The Strongest
- 1965: Deportivo Municipal
- 1966: Bolívar
- 1967: Jorge Wilstermann
- 1968: Bolívar
- 1969: CD Universitario de La Paz
- 1970: Chaco Petrolero
- 1971: Oriente Petrolero
- 1972: Jorge Wilstermann
- 1973: Jorge Wilstermann
- 1974: The Strongest
- 1975: Guabirá
- 1976: Bolívar
- 1977-1988: no es disputà

### Campionat de segona divisió

#### Copa Símon Bolívar
- 1989: Enrique Happ (1)
- 1990: Universidad de Santa Cruz (1)
- 1991: Enrique Happ (2)
- 1992: Enrique Happ (3)
- 1993: Real Santa Cruz (1)
- 1994: Stormers (1)
- 1995: Deportivo Municipal (1)
- 1996: Blooming (1)
- 1997: Real Potosí (1)
- 1998: Club Unión Central (1)
- 1999: Atlético Pompeya (1)
- 2000: Iberoamericana (1)
- 2001: San José (1)
- 2002: Aurora (1)
- 2003: La Paz FC (1)
- 2004: Destroyers (1)
- 2005: Universitario de Sucre (1)
- 2006: Municipal Real Mamoré (1)
- 2007: Guabirá (1)
- 2008: Nacional Potosí (1)
- 2009: Guabirá (2)
- 2010: Nacional Potosí (2)

#### Símon Bolívar Nacional B
- 2011-12: Club Petrolero (1)
- 2012-13: Guabirá (3)
- 2013-14: Universitario de Pando (1)
- 2014-15: Club Atlético Ciclón (1)
- 2015-16: Guabirá (4)

#### Copa Símon Bolívar
- 2016-17: Club Aurora (2)
- 2017: Royal Pari Fútbol Club (1)
- 2018: Always Ready (1)
- 2019: Municipal Vinto
- 2020: Real Tomayapo
- 2021: Universitario de Vinto
- 2022: Vaca Díez
- 2023: GV San José
- 2024: